# Grand Golliat
Grand Golliat är en bergstopp i Schweiz.   Den ligger i distriktet Entremont och kantonen Valais, i den sydvästra delen av landet, 120 km söder om huvudstaden Bern. Toppen på Grand Golliat är 3 238 meter över havet, eller 381 meter över den omgivande terrängen. Bredden vid basen är 2,9 km.
Terrängen runt Grand Golliat är huvudsakligen bergig, men den allra närmaste omgivningen är kuperad. Runt Grand Golliat är det mycket glesbefolkat, med 6 invånare per kvadratkilometer.. Närmaste större samhälle är Orsières, 19,0 km norr om Grand Golliat. 
Trakten runt Grand Golliat består i huvudsak av gräsmarker.